# Полігамія в Нігерії

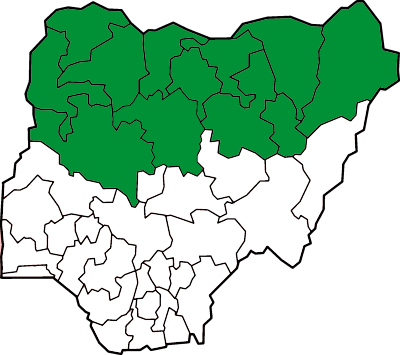
12 нігерійських штатів, в яких не заборонено мати декількох дружин.

У цивільному праві Нігерії визнається право чоловіка на укладення полігамних шлюбів.

## Територіально
У 12 північних штатах країни (Баучі, Борно, Гомбе, Джигава, Кадуна, Кано, Кацина, Кеббі, Нігер, Сокото, Йобе і Замфара) визнані полігамні шлюби як еквівалент моногамним одруженням, так як ці дванадцять штатів живуть за законами шаріату, які дозволяють чоловікові брати більш ніж одну жінку за дружину.
7 січня 2000 року Замфара став першим штатом, де законодавчо закріпили багатоженство. 14 грудня 2001 року штат Гомбе легалізував багатоженство, ставши останнім з 12 штатів, де прийняли цей закон.
Оскільки південний регіон Нігерії складається переважно з християн, то полігамні шлюби на даний час не були законодавчо запроваджені. Спроби ввести шаріат (тим самим легалізуючи полігамію) були зроблені в штаті Ойо, Квара, Лагос та декількох інших, але це не вдалося.
Починаючи з 2009 року, ще не було дебатів щодо введення заходів, які б дозволили визнати громадянські полігамні шлюби на території всієї Нігерії, дозволяючи законодавству розповсюджуватись на основі штату, а не запроваджувати загальнонаціональну міру.

## На практиці
Християни, які проживають на півночі Нігерії, можуть офіційно укладати полігамні шлюби так само, як і мусульмани. Архієпископ Пітер Акінола з Англіканської церкви Нігерії засудив багатоженство серед християн. Серед нігерійських мормонів також поширена полігамія.